# Polyrhachis biroi
Polyrhachis biroi é uma espécie de formiga do gênero Polyrhachis, pertencente à subfamília Formicinae.